# Лу Паркер
Френсіс Луїза Паркер (3 грудня 1970 , Андерсон, Південна Кароліна ) — американська журналістка, переможниця конкурсу «Міс США» 1994 року, захисниця прав тварин і мотиваційний оратор.

## Ранній життєпис
Луїза Паркер народилася 1968 року в Андерсоні, штат Південна Кароліна у США. Паркер навчалася в коледжі Чарльстона, де отримала ступінь бакалавра мистецтв з англійської мови, а пізніше була названа «Випускницею року». Потім отримала ступінь магістра в галузі освіти в Цитаделі.
Після закінчення школи Паркер викладала англійську літературу в середніх школах Північного Чарльстона та Міддлтона. Лу була нагороджена орденом Пальметто, найвищою цивільною нагородою в штаті Південна Кароліна, і двічі була відзначена у Реєстрі Конгресу Південної Кароліни як видатний громадянин Південної Кароліни.
Її перша робота в телевізійному мовленні була на WCSC-TV у Чарлстоні, Південна Кароліна, де працювала репортером з освітніх питань та ведучою.

## Участь у конкурсах краси
Після перемоги на «Міс Південна Кароліна США» Луїза Паркер брала участь у конкурсі «Міс США 1994». Вона вийшла до півфіналу першою, вигравши всі три попередні змагання. Після півфіналу увійшла до шістки найкращих на другому місці. Після голосування суддів пройшла до фінальної трійки на третьому місці, зрештою, ставши третьою українкою Південної Кароліни, яка отримала титул «Міс США». Наступного року Лу Паркер продовжувала брати участь у конкурсі «Міс Всесвіт-1994» у Манілі на Філіппінах, де потрапила до шістки найкращих фіналісток.
У 2016 році увійшла до складу суддів на конкурсі «Miss Teen USA 2016» у Венеціанському театрі, Лас-Вегас, штат Невада. Паркер є автором книги про конкурс під назвою «Catching the Crown: The Source for Pageant Competition».

## Журналістська кар'єра
У Сан-Антоніо KABB TV найняв Лу Паркер як ведучу та репортерку у вихідні дні. Паркер отримала посаду головного ведучого у 2000 році. У лютому 2003 року вона стала ведучою «Great Day SA» на KENS 5, який є найпопулярнішим ранковим розважальним шоу в Сан-Антоніо. У січні 2005 року Луїза Паркер переїхала до Лос-Анджелеса, щоб приєднатися до Френка Баклі як співведучої для KTLA «KTLA Prime News» у вихідні дні. У 2007 році Паркер почала працювати ведучою у будній день «KTLA Morning News» о 5:00 і 6:00 ранку разом з Шер Келвін. Паркер була ведучою випусків новин з 11:00 до 14:00 та о 15:00 на KTLA з 2015 року. За свою роботу вона отримала кілька премій Еммі.
Луїза Паркер з'являлася на «Larry King Live» та E! Розважальне телебачення. Вона знімалася в деяких фільмах і телешоу, найчастіше як ведуча новин.
У 2016 році вона співпрацювала з Марією Шрайвер та KTLA, створивши надихаюче веб-шоу під назвою «The Path з Лу Паркер».

## Особисте життя
Луїза Паркер розпочала відносини з Антоніо Вілларайгосою, мером Лос-Анджелеса, у березні 2009 року. Як повідомляється, її роботодавець, KTLA, не знав про цей факт до травня 2009 року. Паркер повідомила кілька історій про Вілларайгоса, перш ніж публічно розкрити свої стосунки з ним. Вілларайгоса і Паркер розлучилися в травні 2012 року

### Арешт в аеропорту
2 листопада 2016 року Лу Паркер було заарештована в міжнародному аеропорту Лос-Анджелеса (LAX) після того, як забрала пару навушників, які їй не належали, з контрольно-пропускного пункту TSA. Навушники належали детективу поліції Лос-Анджелеса, який згодом заарештував Паркер через не виконання його команд. Паркер пояснила свої дії тим, що збиралася спробувати знайти власника, але коли їй не вдалося знайти законного власника, вона вирішила сісти на свій рейс із навушниками, які все ще були в неї.
Пізніше поліцейські Los Angeles World Airports зайшли на літак до його відправлення і примусово вивели Луїзу Паркер з літака. Пізніше проти неї порушили кримінальну справу та звинуватили у крадіжці. Пізніше Паркер погодилася взяти участь у програмі співпраці з офісом міської прокуратури Лос-Анджелеса, яка дозволила їй уникнути висунення обвинувачень, а від так: засудження, визнання провини та які виявилося і судимості.

### Пропаганда тварин
У 2010 році Луїза Паркер заснувала проєкт Лу Паркер, заявлена місія якого полягає в тому, щоб «покращити життя молоді та безпритульних тварин із групи ризику за допомогою безпосереднього обслуговування, навчання та пропаганди».